# جورج زاكس
جورج زاكس (بالألمانية: Georg Sachs)‏ (بالإنجليزية: George Sachs)‏ هو خبير بالمعادن ومهندس وكيميائي أمريكي وألماني، ولد في 5 أبريل 1896 في موسكو في روسيا، وتوفي في 30 أكتوبر 1960 في سيراكيوز في الولايات المتحدة.